# ブービー賞
ブービー賞（ぶーびーしょう、booby prize）とは、スポーツなどの大会において、最下位または最下位から2番目の競技者に与えられる賞である。
ブービー賞を与えるには最下位を決定する必要があるため、主にゴルフやボウリングなど、各競技者が個別にゲームを行い、その得点を比較することで全員の順位が決定する競技において設定されるが、ノックアウトトーナメントでも、敗者同士が対戦して敗者が次の試合へ進む対戦を組むことにより設定が可能である。また、競馬など公営競技のオッズ表記においても「ブービー人気」と紹介される場合がある（特に単勝式）

## ブービー賞が与えられる順位
本来、ブービー（booby）は「最下位」を意味する英語であり、ブービー賞の賞品もジョークの込められた、取るに足らないものであることが通例だった。しかし日本では、弱者にもチャンスを与えるためか、ブービー賞に豪華な賞品が用意されることが多く、極端な場合には優勝に匹敵するほどの価値を持つ賞品が与えられる時まである。
そこで、故意に最下位を狙うという戦略を排除する意図で、狙いにくい「最下位から2番目」にブービー賞を与える流儀が定着した。この場合、最下位の競技者は婉曲を込めてブービーメーカー（和製英語）と呼ばれ、こちらにも「ブービーメーカー賞」を与える場合がある。
最下位から2番目にブービー賞を与えるという流儀や「ブービーメーカー」という言葉は日本独自のものであり、日本以外では通用しない。
ブービー賞と直接の関係はないが、優勝争いにもブービー争いにも加われない中位の競技者の目標として、5位や10位など切りの良い順位に賞を与えること（飛び賞）も広く行われている。